# 圣日耳曼勒加亚尔
圣日耳曼勒加亚尔（法語：Saint-Germain-le-Gaillard，法語發音：[sɛ̃ ʒɛʁmɛ̃ lə ɡajaʁ]）是法国芒什省的一个市镇，属于瑟堡区。

## 地理
圣日耳曼勒加亚尔（49°29'11"N, 1°46'56"W）面积13.83 平方千米，位于法国诺曼底大区芒什省，该省份为法国西北部沿海省份，西、北、东北三面环大西洋，东起顺时针与卡爾瓦多斯省、奧恩省、马耶讷省和伊勒-维莱讷省接壤。
与圣日耳曼勒加亚尔接壤的市镇（或旧市镇、城区）包括：格罗斯维尔、皮埃尔维尔、莱皮约、勒罗泽勒、厄尔河畔库维尔、科唐坦地区布里克贝克。

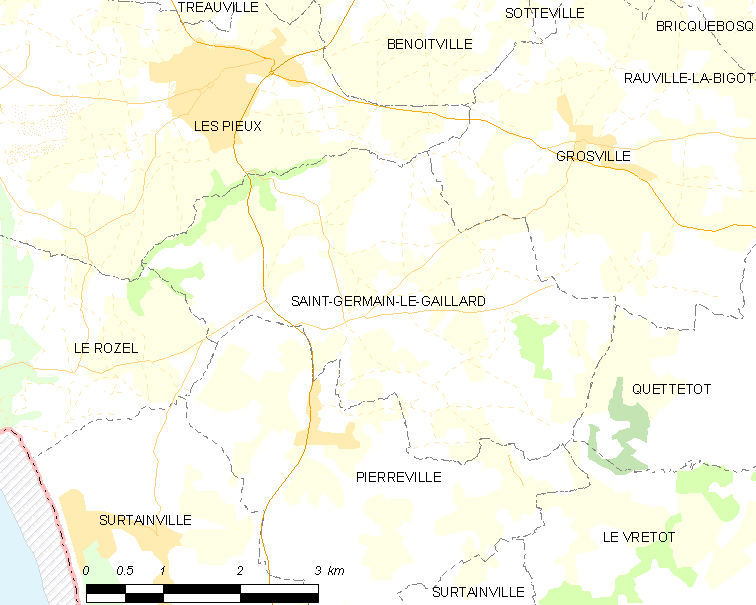
圣日耳曼勒加亚尔的OSM定位图

圣日耳曼勒加亚尔的时区为UTC+01:00、UTC+02:00（夏令时）。

## 行政
圣日耳曼勒加亚尔的邮政编码为50340，INSEE市镇编码为50480。

## 政治
圣日耳曼勒加亚尔所属的省级选区为莱皮约县。

## 人口

1962-2008年间圣日耳曼勒加亚尔人口变化图示

圣日耳曼勒加亚尔于2022年1月1日时的人口数量为795人。